# Grand Prix automobile de Belgique 2019
GP précédent GP suivant
Le Grand Prix automobile de Belgique 2019 (Formula 1 Johnnie Walker Belgian Grand Prix 2019) disputé le 1er septembre 2019 sur le Circuit de Spa-Francorchamps, est la 1010e épreuve du championnat du monde de Formule 1 courue depuis 1950. Il s'agit de la 74e édition du Grand Prix de Belgique, la soixante-troisième comptant pour le championnat du monde de Formule 1 et la treizième manche du championnat 2019.  Ce Grand Prix marque une modification dans la liste des pilotes par écurie, puisque Alexander Albon débute au volant de la Red Bull RB15 aux côtés de Max Verstappen en remplacement de Pierre Gasly qui retourne chez Toro Rosso avec qui Albon a débuté en Formule 1 et disputé les douze premières courses de la saison.
Les pilotes Ferrari dominent toutes les séances d'essais et Charles Leclerc se montre supérieur à la concurrence lors des qualifications, terminant premier des trois phases. Lors de la Q3, son ultime temps lui permet de devancer son coéquipier Sebastian Vettel de plus de sept dixièmes de seconde (le plus important écart creusé cette saison en qualifications entre le premier et le deuxième) pour réaliser la troisième pole position de sa carrière ; la première ligne est verrouillée par les voitures de Maranello pour la deuxième fois de la saison après Bahreïn. Vettel repousse Lewis Hamilton sur la deuxième ligne pour quelques millièmes de seconde et  Valtteri Bottas part aux côtés de son coéquipier. Max Verstappen devait être accompagné en troisième ligne par Daniel Ricciardo mais l'auteur du sixième temps est pénalisé d'un recul de cinq places à cause de l'utilisation de nouveaux éléments sur son moteur thermique, tout comme Nico Hülkenberg initialement septième sur l'autre Renault. Kimi Räikkönen s'élance donc en troisième ligne derrière Verstappen. La quatrième ligne est composée de Sergio Pérez et de Kevin Magnussen et la cinquième de Lando Norris et Romain Grosjean qui n'avaient pas atteint la Q3.
Charles Leclerc remporte sa première victoire en Formule 1 pour son trente-quatrième départ, son treizième au volant d'une Ferrari, alors qu'il n'en était pas passé loin à Bahreïn et à Spielberg. Il s'impose le lendemain de l'accident mortel en Formule 2 de son ami Anthoine Hubert à qui il dédie son succès. En tête au premier virage, le premier Monégasque victorieux en Formule 1 offre à son écurie sa première victoire de la saison en résistant, en fin de course, au retour de Lewis Hamilton qui n'arrive toutefois pas à portée d'utilisation de son aileron arrière mobile. Le départ est marqué par un accrochage au premier virage entre Kimi Räikkönen et Max Verstappen qui poursuit son chemin dans le Raidillon de l'Eau Rouge où, à cause d'une direction endommagée, il écrase sa RB15 dans les protections. Après quatre tours sous le régime de la voiture de sécurité, Leclerc gère parfaitement la relance et les deux Ferrari profitent de leur puissance pour tenir les Mercedes à distance. Dès le quinzième tour, Vettel est arrêté par son stand ; cette stratégie lui permet de prendre les commandes de la course à partir du vingt-troisième tour, après les arrêts d'Hamilton, Leclerc et Bottas. Dans la vingt-septième boucle, Ferrari lui demande de laisser passer son coéquipier dont les pneus sont plus frais : Leclerc s'échappe alors, sous la protection de Vettel qui bloque les Flèches d'Argent jusqu'au trente-deuxième tour, l'état de ses gommes ne lui permettant plus de résister ni à Hamilton ni à Bottas qui le dépasse au tour suivant. Il procède alors à un deuxième arrêt pour chausser des pneumatiques tendres et réalise le meilleur tour en course dans sa trente-sixième boucle. À l'avant, Hamilton fonce sur Leclerc sans pouvoir lui ravir la victoire. 
Charles Leclerc s'impose devant Hamilton et Bottas qui monte sur son quarantième podium ; Vettel marque le point supplémentaire accordé à l'auteur du meilleur tour. Remonté du dix-huitième rang sur la grille, Alexander Albon prend la cinquième place pour sa première course avec Red Bull Racing. Après s'être bien bagarré au cœur du peloton, il dépasse Sergio Pérez dans le dernier tour.  Daniil Kvyat finit septième, devant un groupe compact composé de Nico Hülkenberg, Pierre Gasly et Lance Stroll alors que Lando Norris, qui roulait en cinquième position à une boucle de l'arrivée, ne termine pas la course, victime d'une casse moteur. Classé onzième dans le même tour que le vainqueur, il est élu « pilote du jour ».
Son 145e podium permet à Lewis Hamilton (268 points) de porter son avance sur Valtteri Bottas (203 points) à 65 points tandis que Max Verstappen reste à 181 points. Sebastian Vettel (169 points) et Charles Leclerc (157 points) se rapprochent et Pierre Gasly (65 points) occupe la sixième place. Il devance Carlos Sainz Jr. (58 points), Daniil Kvyat (33 points), qui prend le meilleur sur Kimi Räikkönen (31 points), Alexander Albon (26 points) qui gagne cinq places et précède Lando Norris (24 points) et Daniel Ricciardo (22 points). Chez les constructeurs, Mercedes (471 points) conserve une large avance sur Ferrari (326 points) et Red Bull Racing (254 points). McLaren (82 points), quatrième, devance Toro Rosso (51 points), Renault (43 points), Racing Point (40 points), Alfa Romeo (32 points), Haas (26 points) et Williams (1 point).

## Pneus disponibles
| Pneus pour piste sèche | Pneus pour piste sèche | Pneus pour piste sèche | Pneus pluie    | Pneus pluie |
| ---------------------- | ---------------------- | ---------------------- | -------------- | ----------- |
| Durs (Type C1)         | Médiums (Type C2)      | Tendres (Type C3)      | Intermédiaires | Pluie       |

## Contexte avant le Grand Prix: accident mortel en Formule 2

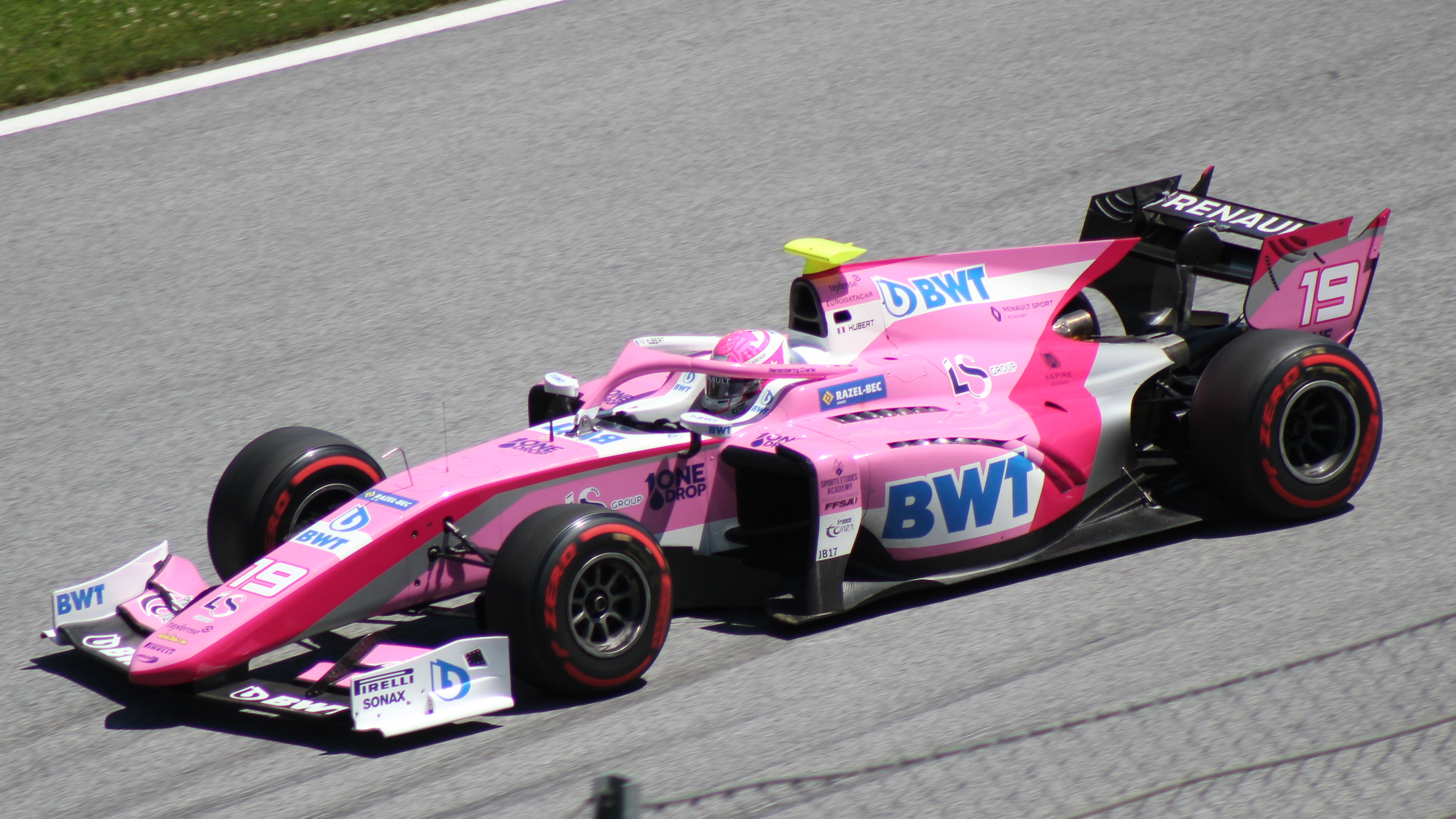
Anthoine Hubert en Autriche en 2019.

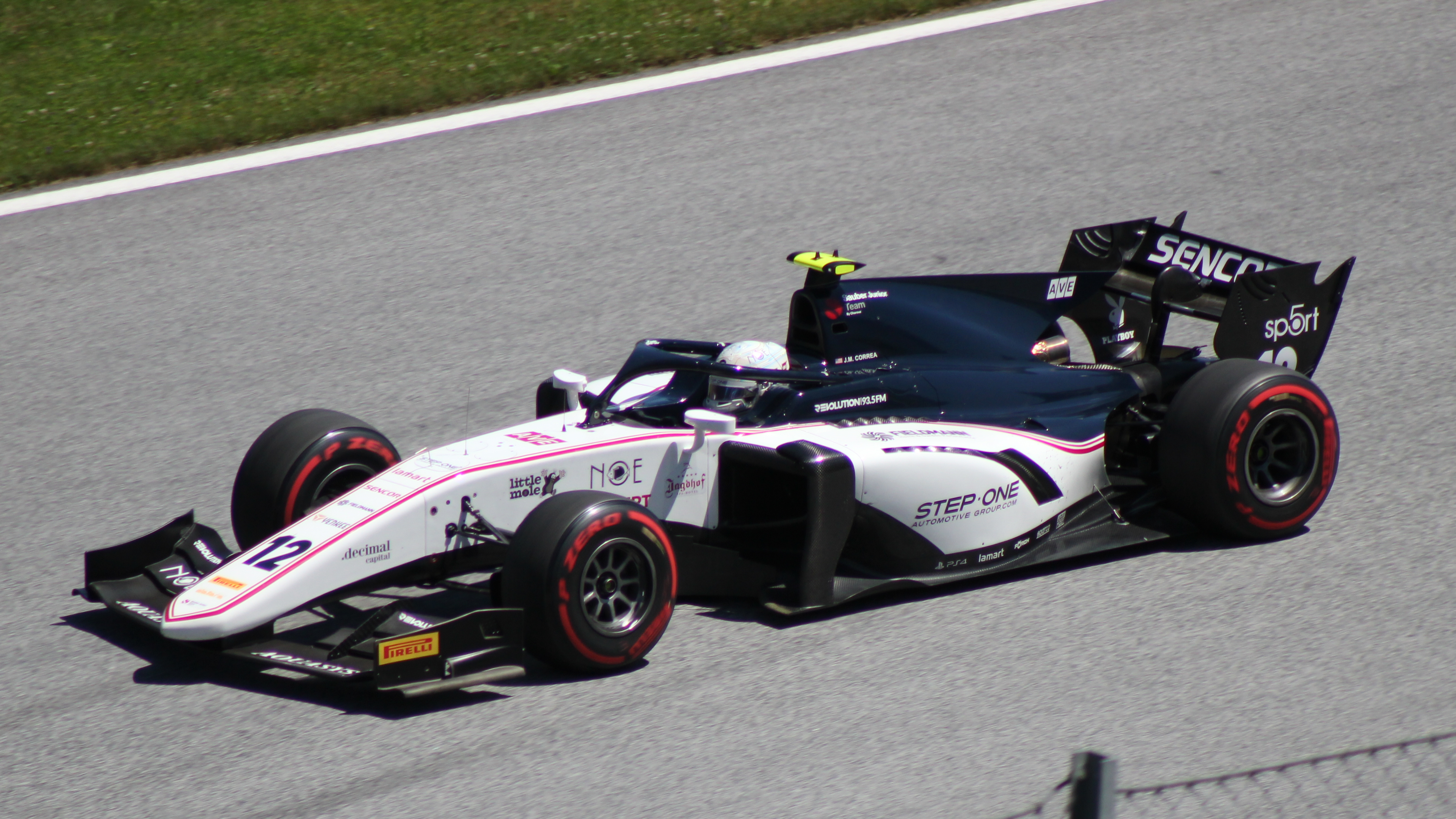
Juan Manuel Correa en Autriche en 2019.

Lors de la première course de Formule 2 qui se déroule à Spa après les qualifications de la Formule 1, le pilote français Anthoine Hubert est victime d'un accident mortel en haut du raidillon de l'Eau Rouge : Giuliano Alesi se retrouve en tête-à-queue à haute vitesse à la suite d'une crevaison ; en tentant de l'éviter, Anthoine Hubert part taper le mur de protection à droite ; sa voiture en perdition revient en travers sur la zone de dégagement de la piste, avant d'être percutée et coupée en deux par celle de l'Américain Juan Manuel Correa lancée à pleine vitesse,,,. 
Juan Manuel Correa, gravement blessé, est opéré des deux jambes et de la colonne vertébrale. L'écurie Sauber Junior Team publie un communiqué de presse le dimanche matin : « Juan Manuel Correa a été impliqué dans un terrible accident lors du Grand Prix de Belgique. Il n'a pas eu le temps de réagir face à un accident qui s'est produit devant lui et est entré en contact avec un autre compétiteur. Souffrant de multiples fractures aux jambes et d'une blessure mineure à la colonne vertébrale, Juan Manuel Correa a été transféré au bloc opératoire et se trouve actuellement en soins intensifs ; pour le moment, sa condition médicale est stable. Juan Manuel est resté conscient tout du long de l'événement jusqu'à son admission au bloc opératoire,. » La semaine suivant l'accident, la famille Correa annonce que l'état de santé de Juan Manuel s'est aggravé et qu'il a été placé en coma artificiel : « Un syndrome de détresse respiratoire a été diagnostiqué. Malheureusement, cela a provoqué une insuffisance respiratoire aigüe. Juan Manuel est dans un état critique mais stable. »
La course de Formule 2 prévue le dimanche est annulée alors que l'épreuve de Formule 1 est maintenue. Le Groupe Formula 1 publie le communiqué suivant : « Aujourd'hui, nous courons. Nous le faisons avec le coeur lourd, en portant en nous le souvenir d'Anthoine. Comme ça l'était pour lui, la course est notre passion et notre rêve, et elle nous définit. Alors aujourd'hui, nous courrons pour Anthoine. Et aujourd'hui, et toujours, nous l'honorons. »
Avant la course de Formule 1, tous les pilotes présents à Spa, en Formule 1, Formule 2 et Formule 3, forment un cercle autour de son casque. Une ovation du public a lieu au dix-neuvième tour du Grand Prix (Hubert courait avec ce numéro) et, parmi les pilotes, le futur vainqueur Charles Lerclec dispute la course avec un autocollant « RIP Tonio » sur son casque et au dos de son volant et l'inscription « Racing for Anthoine » sur les flancs de sa Ferrari. Il lève à plusieurs reprises le doigt au ciel, en sortant de sa machine, puis sur le podium.

## Essais libres

### Première séance, le vendredi de 11 h à 12 h 30
| Pos. | Pilote           | Voiture        | Chrono         | Écart     |
| ---- | ---------------- | -------------- | -------------- | --------- |
| 1    | Sebastian Vettel | Ferrari        | 1 min 44 s 574 |           |
| 2    | Charles Leclerc  | Ferrari        | 1 min 44 s 788 | + 0 s 214 |
| 3    | Max Verstappen   | Red Bull-Honda | 1 min 45 s 507 | + 0 s 933 |
| 4    | Alexander Albon  | Red Bull-Honda | 1 min 45 s 584 | + 1 s 010 |
| 5    | Valtteri Bottas  | Mercedes       | 1 min 45 s 882 | + 1 s 308 |
| 6    | Lewis Hamilton   | Mercedes       | 1 min 45 s 973 | + 1 s 399 |

- Nicholas Latifi, pilote-essayeur chez Williams F1 Team, remplace George Russell lors de cette séance d'essais[13].

### Deuxième séance, le vendredi de 15 h à 16 h 30
| Pos. | Pilote           | Voiture                   | Chrono         | Écart     |
| ---- | ---------------- | ------------------------- | -------------- | --------- |
| 1    | Charles Leclerc  | Ferrari                   | 1 min 44 s 123 |           |
| 2    | Sebastian Vettel | Ferrari                   | 1 min 44 s 753 | + 0 s 630 |
| 3    | Valtteri Bottas  | Mercedes                  | 1 min 44 s 969 | + 0 s 846 |
| 4    | Lewis Hamilton   | Mercedes                  | 1 min 45 s 015 | + 0 s 892 |
| 5    | Sergio Pérez     | Racing Point-BWT Mercedes | 1 min 45 s 117 | + 0 s 994 |
| 6    | Max Verstappen   | Red Bull-Honda            | 1 min 45 s 394 | + 1 s 271 |

### Troisième séance, le samedi de 12 h à 13 h
| Pos. | Pilote           | Voiture                   | Chrono         | Écart     |
| ---- | ---------------- | ------------------------- | -------------- | --------- |
| 1    | Charles Leclerc  | Ferrari                   | 1 min 44 s 206 |           |
| 2    | Sebastian Vettel | Ferrari                   | 1 min 44 s 657 | + 0 s 541 |
| 3    | Valtteri Bottas  | Mercedes                  | 1 min 44 s 703 | + 0 s 497 |
| 4    | Daniel Ricciardo | Renault                   | 1 min 44 s 974 | + 0 s 768 |
| 5    | Max Verstappen   | Red Bull-Honda            | 1 min 45 s 312 | + 1 s 106 |
| 6    | Sergio Pérez     | Racing Point-BWT Mercedes | 1 min 45 s 521 | + 1 s 315 |

## Séance de qualification

### Résultats des qualifications
| Pos.                                                                                      | Pilote             | Écurie                    | Qualifications 1 | Qualifications 2 | Qualifications 3 |
| ----------------------------------------------------------------------------------------- | ------------------ | ------------------------- | ---------------- | ---------------- | ---------------- |
| 1                                                                                         | Charles Leclerc    | Ferrari                   | 1 min 43 s 587   | 1 min 42 s 938   | 1 min 42 s 519   |
| 2                                                                                         | Sebastian Vettel   | Ferrari                   | 1 min 44 s 109   | 1 min 43 s 037   | 1 min 43 s 267   |
| 3                                                                                         | Lewis Hamilton     | Mercedes                  | 1 min 45 s 260   | 1 min 43 s 592   | 1 min 43 s 282   |
| 4                                                                                         | Valtteri Bottas    | Mercedes                  | 1 min 45 s 141   | 1 min 43 s 980   | 1 min 43 s 415   |
| 5                                                                                         | Max Verstappen     | Red Bull-Honda            | 1 min 44 s 622   | 1 min 44 s 132   | 1 min 43 s 690   |
| 6                                                                                         | Daniel Ricciardo   | Renault                   | 1 min 45 s 560   | 1 min 44 s 103   | 1 min 44 s 257   |
| 7                                                                                         | Nico Hülkenberg    | Renault                   | 1 min 45 s 899   | 1 min 44 s 549   | 1 min 44 s 542   |
| 8                                                                                         | Kimi Räikkönen     | Alfa Romeo-Ferrari        | 1 min 45 s 842   | 1 min 44 s 140   | 1 min 44 s 557   |
| 9                                                                                         | Sergio Pérez       | Racing Point-BWT Mercedes | 1 min 45 s 732   | 1 min 44 s 707   | 1 min 44 s 706   |
| 10                                                                                        | Kevin Magnussen    | Haas-Ferrari              | 1 min 45 s 839   | 1 min 44 s 738   | 1 min 45 s 086   |
| 11                                                                                        | Romain Grosjean    | Haas-Ferrari              | 1 min 45 s 694   | 1 min 44 s 797   |                  |
| 12                                                                                        | Lando Norris       | McLaren-Renault           | 1 min 46 s 154   | 1 min 44 s 847   |                  |
| 13                                                                                        | Lance Stroll       | Racing Point-BWT Mercedes | 1 min 46 s 000   | 1 min 45 s 047   |                  |
| 14                                                                                        | Alexander Albon    | Red Bull-Honda            | 1 min 45 s 528   | 1 min 45 s 799   |                  |
| 15                                                                                        | Antonio Giovinazzi | Alfa Romeo-Ferrari        | 1 min 45 s 637   | Pas de temps     |                  |
| 16                                                                                        | Pierre Gasly       | Toro Rosso-Honda          | 1 min 46 s 435   |                  |                  |
| 17                                                                                        | Carlos Sainz Jr.   | McLaren-Renault           | 1 min 46 s 507   |                  |                  |
| 18                                                                                        | Daniil Kvyat       | Toro Rosso-Honda          | 1 min 46 s 518   |                  |                  |
| 19                                                                                        | George Russell     | Williams-Mercedes         | 1 min 47 s 528   |                  |                  |
| Temps minimal à réaliser pour la qualification : 1 min 50 s 838 (107 % de 1 min 43 s 587) |                    |                           |                  |                  |                  |
| Nq.                                                                                       | Robert Kubica      | Williams-Mercedes         | Pas de temps     |                  |                  |

### Grille de départ
- Daniel Ricciardo, auteur du sixième temps, est pénalisé d'un recul de cinq places à cause de l'utilisation de nouveaux éléments du groupe propulseur ; il s'élance de la dixième place[17] ;
- Nico Hülkenberg, auteur du septième temps, est pénalisé d'un recul de cinq places à cause de l'utilisation de nouveaux éléments du groupe propulseur ; il s'élance de la douzième place[17] ;
- Carlos Sainz Jr., auteur du dix-septième temps, est pénalisé d'un recul de cinq places à cause de l'utilisation de nouveaux éléments du groupe propulseur ; il s'élance de la quinzième place[17] ;
- Lance Stroll, auteur du treizième temps, est pénalisé d'un recul en fond de grille à cause de l'utilisation de nouveaux éléments du groupe propulseur ; il s'élance de la seizième place[17] ;
- Alexander Albon, auteur du quatorzième temps, est pénalisé d'un recul en fond de grille à cause de l'utilisation de nouveaux éléments du groupe propulseur ; il s'élance de la dix-septième place[17] ;
- Antonio Giovinazzi, auteur du quinzième temps, est pénalisé d'un recul en fond de grille à cause de l'utilisation de nouveaux éléments du groupe propulseur ; il s'élance de la dix-huitième place[17] ;
- Daniil Kvyat, auteur du dix-huitième temps, est pénalisé d'un recul en fond de grille à cause de l'utilisation de nouveaux éléments du groupe propulseur ; il s'élance de la dix-neuvième place[17] ;
- Robert Kubica, initialement non-qualifié, est autorisé à s'élancer de la vingtième et dernière place[17].

## Course

### Classement de la course
| Pos. | no | Pilote             | Écurie                    | Tours | Temps/Abandon                      | Grille  | Points |
| ---- | -- | ------------------ | ------------------------- | ----- | ---------------------------------- | ------- | ------ |
| 1    | 16 | Charles Leclerc    | Ferrari                   | 44    | 1 h 23 min 45 s 710 (220,663 km/h) | 1       | 25     |
| 2    | 44 | Lewis Hamilton     | Mercedes                  | 44    | + 0 s 981                          | 3       | 18     |
| 3    | 77 | Valtteri Bottas    | Mercedes                  | 44    | + 12 s 585                         | 4       | 15     |
| 4    | 5  | Sebastian Vettel   | Ferrari                   | 44    | + 26 s 422                         | 2       | 12 + 1 |
| 5    | 23 | Alexander Albon    | Red Bull-Honda            | 44    | + 1 min 21 s 325                   | 17      | 10     |
| 6    | 11 | Sergio Pérez       | Racing Point-BWT Mercedes | 44    | + 1 min 24 s 448                   | 7       | 8      |
| 7    | 26 | Daniil Kvyat       | Toro Rosso-Honda          | 44    | + 1 min 29 s 657                   | 19      | 6      |
| 8    | 27 | Nico Hülkenberg    | Renault                   | 44    | + 1 min 46 s 639                   | 12      | 4      |
| 9    | 10 | Pierre Gasly       | Toro Rosso-Honda          | 44    | + 1 min 49 s 169                   | 13      | 2      |
| 10   | 18 | Lance Stroll       | Racing Point-BWT Mercedes | 44    | + 1 min 49 s 838                   | 16      | 1      |
| 11   | 4  | Lando Norris       | McLaren-Renault           | 43    | Moteur                             | 11      |        |
| 12   | 20 | Kevin Magnussen    | Haas-Ferrari              | 43    | + 1 tour                           | 8       |        |
| 13   | 8  | Romain Grosjean    | Haas-Ferrari              | 43    | + 1 tour                           | 9       |        |
| 14   | 3  | Daniel Ricciardo   | Renault                   | 43    | + 1 tour                           | 10      |        |
| 15   | 63 | George Russell     | Williams-Mercedes         | 43    | + 1 tour                           | 14      |        |
| 16   | 7  | Kimi Räikkönen     | Alfa Romeo-Ferrari        | 43    | + 1 tour                           | 6       |        |
| 17   | 88 | Robert Kubica      | Williams-Mercedes         | 43    | + 1 tour                           | Pitlane |        |
| 18   | 99 | Antonio Giovinazzi | Alfa Romeo-Ferrari        | 42    | Accident                           | 18      |        |
| Abd. | 55 | Carlos Sainz Jr.   | McLaren-Renault           | 1     | Perte de puissance                 | 15      |        |
| Abd. | 33 | Max Verstappen     | Red Bull-Honda            | 0     | Accident                           | 5       |        |

### Pole position et record du tour
- Pole position :  Charles Leclerc (Ferrari) en 1 min 42 s 519 (245,949 km/h)[18].
- Meilleur tour en course :  Sebastian Vettel (Ferrari) en 1 min 46 s 409 (236,957 km/h) au trente-sixième tour ; quatrième de la course, il remporte le point bonus associé au meilleur tour en course[19].

### Tours en tête
- Charles Leclerc (Ferrari) : 38 tours (1-20 / 27-44)[20]
- Lewis Hamilton (Mercedes) : 2 tours (21-22)
- Sebastian Vettel (Ferrari) : 4 tours (23-26)

## Classements généraux à l'issue de la course
| Pos. | Pilote             | Écurie                    | Points |
| ---- | ------------------ | ------------------------- | ------ |
| 1    | Lewis Hamilton     | Mercedes                  | 268    |
| 2    | Valtteri Bottas    | Mercedes                  | 203    |
| 3    | Max Verstappen     | Red Bull-Honda            | 181    |
| 4    | Sebastian Vettel   | Ferrari                   | 169    |
| 5    | Charles Leclerc    | Ferrari                   | 157    |
| 6    | Pierre Gasly       | Toro Rosso-Honda          | 65     |
| 7    | Carlos Sainz Jr.   | McLaren-Renault           | 58     |
| 8    | Daniil Kvyat       | Toro Rosso-Honda          | 33     |
| 9    | Kimi Räikkönen     | Alfa Romeo-Ferrari        | 31     |
| 10   | Alexander Albon    | Red Bull-Honda            | 26     |
| 11   | Lando Norris       | McLaren-Renault           | 24     |
| 12   | Daniel Ricciardo   | Renault                   | 22     |
| 13   | Sergio Pérez       | Racing Point-BWT Mercedes | 21     |
| 14   | Nico Hülkenberg    | Renault                   | 21     |
| 15   | Lance Stroll       | Racing Point-Mercedes     | 19     |
| 16   | Kevin Magnussen    | Haas-Ferrari              | 18     |
| 17   | Romain Grosjean    | Haas-Ferrari              | 8      |
| 18   | Antonio Giovinazzi | Alfa Romeo-Ferrari        | 1      |
| 19   | Robert Kubica      | Williams-Mercedes         | 1      |

| Pos. | Écurie                    | Points |
| ---- | ------------------------- | ------ |
| 1    | Mercedes                  | 471    |
| 2    | Ferrari                   | 326    |
| 3    | Red Bull-Honda            | 254    |
| 4    | McLaren-Renault           | 82     |
| 5    | Toro Rosso-Honda          | 51     |
| 6    | Renault                   | 43     |
| 7    | Racing Point-BWT Mercedes | 40     |
| 8    | Alfa Romeo-Ferrari        | 32     |
| 9    | Haas-Ferrari              | 26     |
| 10   | Williams-Mercedes         | 1      |

## Statistiques
Le Grand Prix de Belgique 2019 représente :
- la 3e pole position de Charles Leclerc, toutes obtenues cette année avec Ferrari[23] ;
- la 1re victoire de Charles Leclerc et la première d'un pilote monégasque[24] ;
- la 236e victoire pour Ferrari en tant que constructeur[25] ;
- la 237e victoire pour Ferrari en tant que motoriste[26] ;
- le 200e podium de Mercedes[27] ;
- le 40e podium de Valtteri Bottas[28].

Au cours de ce Grand Prix : 
- Lando Norris est élu « Pilote du jour » à l'issue d'un vote organisé sur le site officiel de la Formule[29] ;
- À 21 ans 10 mois et 16 jours,  Charles Leclerc devient le troisième pilote le plus jeune à s'imposer en Formule 1 après Max Verstappen à 18 ans et 7 mois en 2016, et Sebastian Vettel à 21 ans et 2 mois en 2008, et le plus jeune de l'histoire pour Ferrari[30] ;
- Leclerc obtient sa première victoire en Formule 1 sur le circuit de Spa-Francorchamps, comme Michael Schumacher en 1992, Jim Clark en 1962 et Peter Collins en 1956[31] ;
- Emanuele Pirro (37 départs en Grands Prix de Formule 1, 3 points inscrits entre 1989 et 1991 et quintuple vainqueur des 24 Heures du Mans en 2000, 2001, 2002, 2006 et 2007) est nommé conseiller auprès des commissaires de course par la FIA pour les aider dans leurs jugements[32] ;